# Adidas

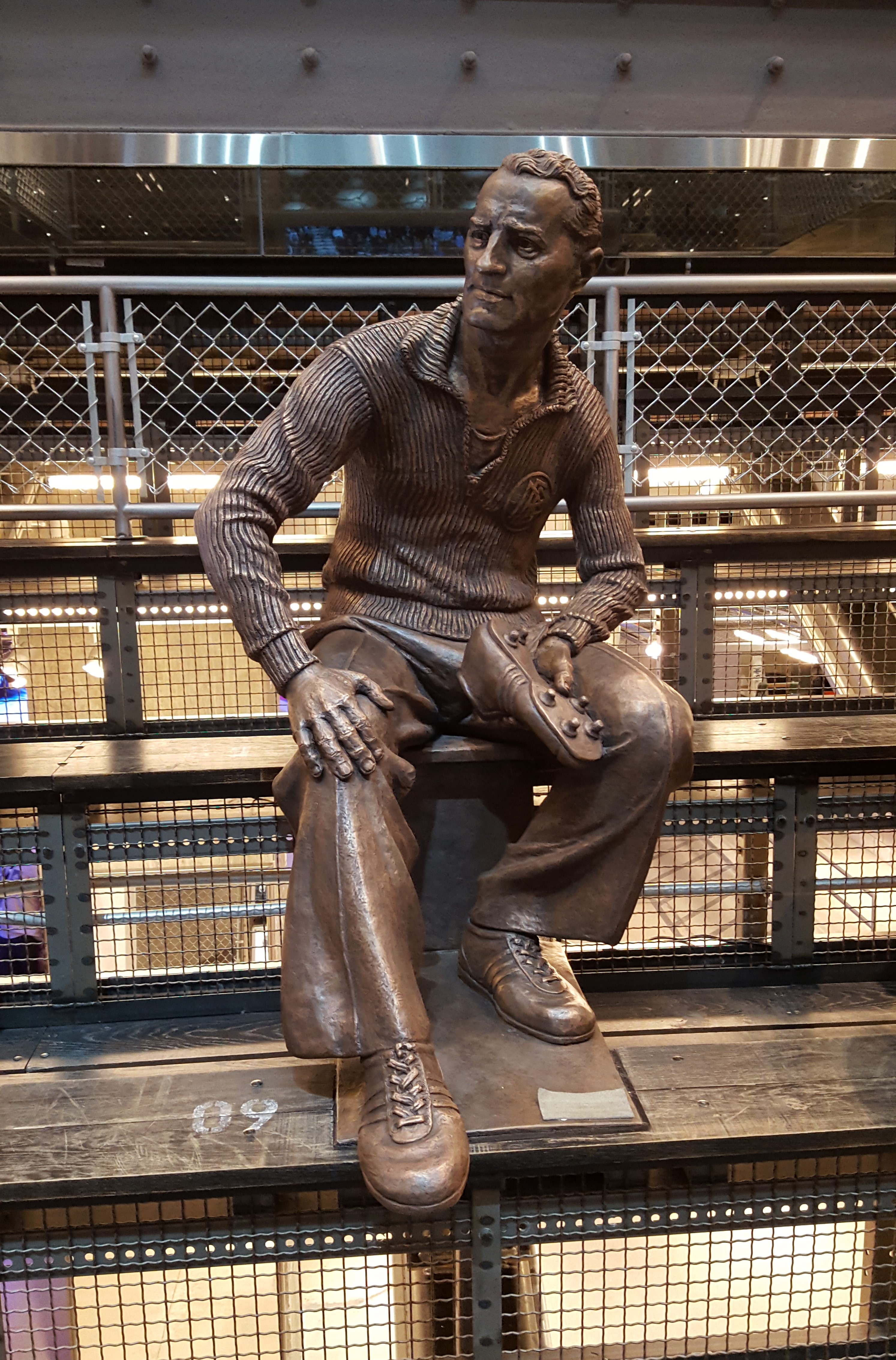
Statua di Adi Dassler, scultore Josef Tabachnyk

Adidas è un'impresa multinazionale tedesca con sede a Herzogenaurach (stessa città che ospita la sede principale della Puma, azienda con la quale condivide l'origine). Adidas produce calzature, abbigliamento e altri articoli sportivi, per attività professionale, dilettantistica o per il tempo libero. È il maggiore produttore di abbigliamento sportivo in Europa e il secondo a livello mondiale.
I prodotti dell'azienda sono tutti identificati dalle caratteristiche tre strisce parallele e disposte in modo obliquo, che possono ricordare una forma della lettera sampi del greco antico. Tale identificazione compare anche nel logo ufficiale dell'azienda.

## Storia dell'azienda

### Fondazione dell'azienda originaria "Gebrüder Dassler Schuhfabrik"
Le origini dell'attuale azienda si possono far risalire al 1924 quando Adolf Dassler, figlio del calzolaio Christoph von Wilhelm Dassler, aveva cominciato a produrre scarpe da calcio nella lavanderia della madre Pauline a Herzogenaurach, una cittadina della Baviera.
In quell'anno assieme al fratello maggiore Rudolf Dassler, fondò la "Gebrüder Dassler Schuhfabrik" (fabbrica di scarpe dei fratelli Dassler). Adolf si occupava di fabbricare materialmente le scarpe mentre Rudolf si occupava della distribuzione e della parte gestionale.
L'azienda ottenne subito un grande successo e guadagnò la ribalta internazionale già durante le Olimpiadi del 1936 equipaggiando, tra gli altri, anche Jesse Owens.

### Fondazione dell'"Adidas" e la rivalità con "Puma"
Nel 1947, a causa di dissapori che erano già sorti durante la Seconda guerra mondiale, i due fratelli si divisero. Rudolf formò una sua azienda che chiamò inizialmente Ruda (dalle prime due lettere rispettivamente del suo nome Rudolf e del cognome Dassler) e che poi nel 1948 ribattezzò in Puma Schuhfabrik Rudolf Dassler, oggi nota semplicemente come Puma. Adolf invece chiamò la sua azienda Adidas, anch'egli utilizzando il suo soprannome, Adi, e le tre prime lettere del cognome Dassler. L'azienda fu ufficialmente registrata il 18 agosto 1949 come Adidas AG.
Puma e Adidas entrarono così in aspra concorrenza. Perfino la cittadina di Herzogenaurach si divise sulla questione, e fu soprannominata "la città dei colli piegati" perché la gente guardava continuamente le scarpe calzate dagli altri. Anche i due club calcistici locali si schierarono: l'ASV Herzogenaurach fu rifornito dall'Adidas, mentre il FC Herzogenaurach scelse le scarpe di Rudolf.
I due fratelli non si riconciliarono mai e, benché siano sepolti nello stesso cimitero, le loro tombe sono separate quanto più possibile.
Alle Olimpiadi del 1960 il velocista tedesco Armin Hary fu pagato dalla Puma per indossare loro scarpe durante la finale dei 100 metri. In precedenza Hary aveva calzato Adidas, chiedendo ad Adolf di essere per questo ricompensato in denaro, ma Adidas aveva respinto la richiesta. Hary vinse la medaglia d'oro con le Puma, ma si presentò alla premiazione con scarpe Adidas, sconcertando i due fratelli Dassler. Hary sperava di ricevere una retribuzione da entrambi, ma Adi si arrabbiò talmente che interruppe i contatti con il campione olimpico.

### Origine del logo

Il "trifoglio", dal 1972 al 1997, poi logo di Adidas Originals

Dopo le Olimpiadi del 1952 la Adidas comprò il logo a tre strisce dall'azienda di scarpe sportive finlandese Karhu, per due bottiglie di whisky e l'equivalente di 1.600 €.
Il logo a trifoglio fu disegnato nel 1971 e presentato nel 1972, appena in tempo per le Olimpiadi del 1972 svoltesi a Monaco di Baviera. Questo logo durò fino al 1997, quando l'azienda presentò il logo a "tre barre" (disegnato dall'allora direttore artistico Peter Moore), inizialmente usato sui prodotti di tipo "equipaggiamento".

### La gestione di Bernard Tapie
Dopo la morte di Adolf Dassler nel 1978, la società fu guidata dalla moglie Käthe, dal figlio Horst, e dalle figlie di quest'ultimo.
Dopo un periodo problematico seguito alla morte di Horst Dassler nel 1987, la società fu comprata nel 1989 dal finanziere francese Bernard Tapie, per 1,6 miliardi di franchi francesi (oggi circa 240 milioni di euro), che Tapie prese in prestito. A quel tempo, Tapie era un famoso specialista nell'acquistare aziende sull'orlo del fallimento e risanarle.
Tapie decise di spostare la produzione all'estero, in Asia; egli scelse inoltre Madonna come volto pubblicitario per il marchio.

### Anni 1991 e la gestione di Robert Louis-Dreyfus
Nel 1992, divenuto Pierre Bérégovoy il Primo Ministro della Francia, Tapie decise di vendere la società, affidando la vendita alla banca Crédit Lyonnais, controllata dallo Stato francese. Nel 1993 il "Crédit Lyonnais" trovò un acquirente in un gruppo di investitori guidato da Robert Louis-Dreyfus, al prezzo minimo indicato da Tapie.
Louis Dreyfus divenne presidente di Adidas nel 1994. Nel 1995 Adidas entrò in Borsa quotandosi a Parigi e Francoforte sul Meno.
Nel 1997 Adidas acquisì Salomon Group e i suoi marchi Salomon, TaylorMade, Mavic and Bonfire, assumendo il nome di Adidas-Salomon AG.

### Anni 2000 e 2010
Nel gennaio 2006 il gruppo ha acquisito anche la marca inglese Reebok. Il 6 novembre 2010, un giorno prima dell'anniversario della nascita del fondatore Adi Dassler, Adidas ha celebrato negli Stati Uniti e in Canada la prima edizione del National Tracksuit Day, una giornata nella quale consumatori e campioni sportivi sono stati invitati ad indossare le tute da ginnastica classiche col marchio Adidas. L'evento è poi divenuto internazionale e si è ripetuto costantemente negli anni successivi.
Nel novembre 2011 Adidas ha acquistato l'azienda di scarpe di arrampicata e mountain bike Five Ten. Il 6 agosto 2015 l'azienda annuncia l'acquisizione dell'austriaca Runtastic per 220 milioni di euro.
Nel maggio 2016 sono entrati nel consiglio di sorveglianza del gruppo i due principali investitori: Nassef Sawiris, azionista di riferimento con una quota del 6%, appartenente alla famiglia più ricca d'Egitto (secondo la classifica di Forbes è il 421º più ricco al mondo), fratello di Naguib Sawiris, protagonista in Italia di operazioni finanziarie su Seat Pagine Gialle e Wind e, con una quota del 5%, il rappresentante di Albert Frère, l'uomo più facoltoso del Belgio e 286º nella classifica stilata da Forbes.
Dall'ottobre 2016 il danese Kasper Rorsted, nato a Aarhus il 24 febbraio 1962, con studi a Copenaghen e Harvard, ha assunto la guida del gruppo al posto di Herbert Heiner, in carica per 15 anni. Anche la sua strategia è di continuare a puntare sulla crescita negli Stati Uniti con il lancio di una speciale linea, Originals, per le riedizioni dei modelli anni sessanta di scarpe in pelle, da tennis e da pallacanestro, e di collaborare con il rapper e stilista Kanye West, con la linea Yeezy.

### Cantanti e gruppi che indossano prodotti del marchio

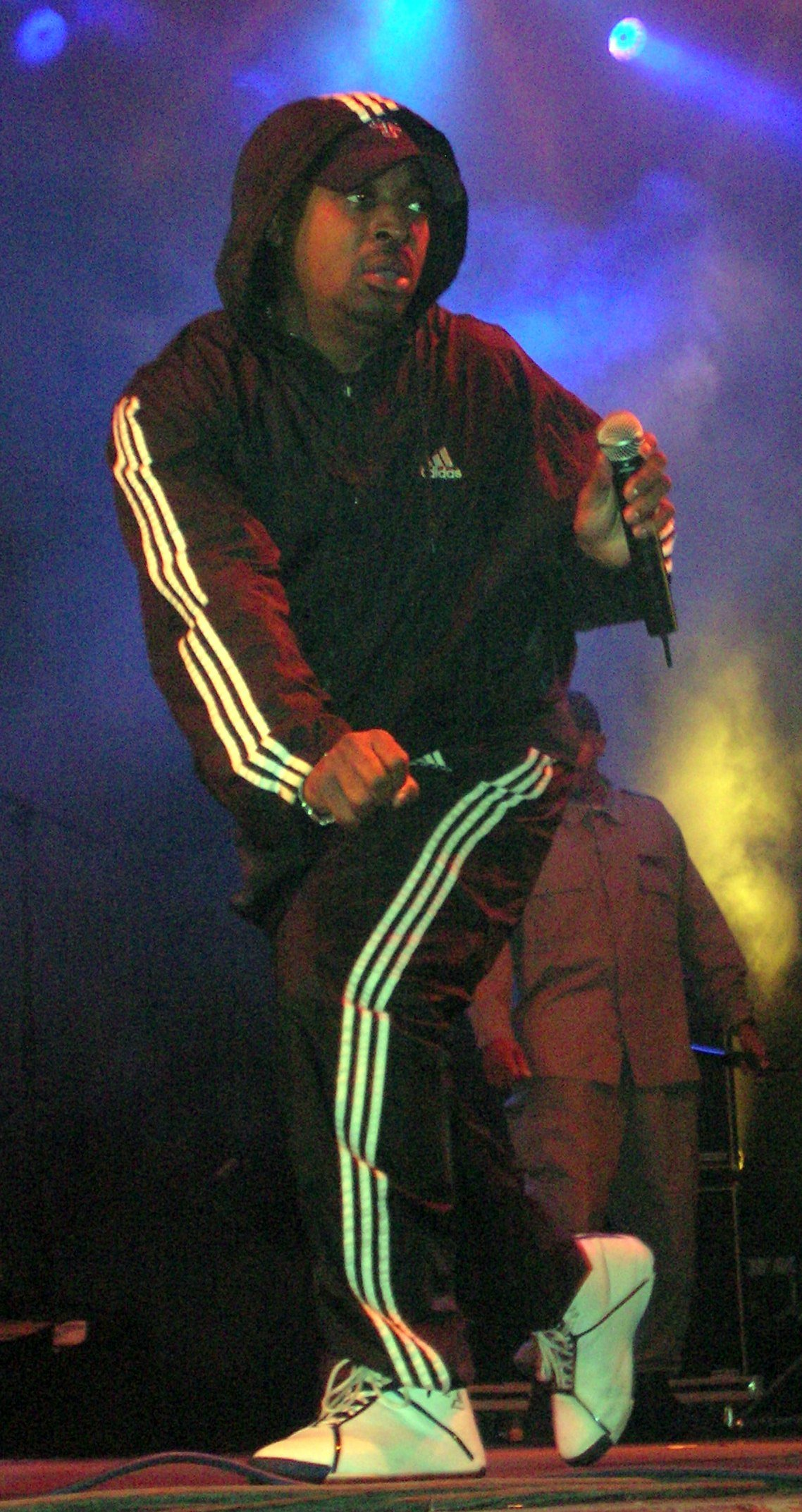
Il rapper Chuck D che indossa la tuta Adidas

Vari rapper o gruppi di hip hop hanno indossato scarpe o tute sportive col marchio Adidas durante i loro concerti: Run DMC, Jay-Z, Puff Daddy, Snoop Dogg.
Jonathan Davis, cantante del gruppo Nu metal Korn, indossa abitualmente tute sportive col marchio Adidas. Nel 1996 viene pubblicato il singolo A.D.I.D.A.S., contenuto nel secondo album del gruppo Life Is Peachy.
Freddie Mercury, storico leader dei Queen, sovente utilizzava scarpe Adidas durante le esibizioni dal vivo.

### L'Adidas come fornitrice di palloni e sponsor di squadre
Adidas è da tempo il fornitore dei palloni usati nel campionato mondiale di calcio, nel campionato europeo di calcio, nella UEFA Champions League, nella coppa d'Africa e in varie competizioni calcistiche.
Molte squadre di calcio hanno scelto Adidas come sponsor tecnico. Tra i club in Italia la Juventus, la Roma e L'Aquila 1927, gli spagnoli Real Madrid; i tedeschi Bayern Monaco e Amburgo, gli inglesi Manchester United, Arsenal e Leeds, gli olandesi dell'Ajax e Feyenoord, i portoghesi Benfica, i francesi Olympique Lyonnais, i greci Olympiakos, i danesi FC Copenaghen, i serbi Partizan Belgrado e i turchi Beşiktaş, oltre agli argentini River Plate e Boca Juniors, i brasiliani Flamengo e a tutte le squadre della MLS.
Tra le nazionali, invece, spiccano l'Argentina, la Germania, la Spagna, la Svezia, la Colombia, il Paraguay,  il Messico, il Giappone, l'Italia e il Perù (dal 2023). Inoltre, Adidas è sponsor tecnico di tutte le squadre NHL e di numerosi college NCAA.

## Loghi

Logo creato nel 1949
Il "trifoglio", dal 1972 al 1997
Logo utilizzato dal 1997 al 2022
Logo attuale in utilizzo dal 2022

## Prodotti
La gamma produttiva dell'Adidas si è estesa dalle originarie scarpe da calcio, alle calzature per un numero crescente di sport; l'attività si è inoltre successivamente diversificata e ampliata per includere anche le divise di gioco per praticare gli sport e l'abbigliamento sportivo per il tempo libero.
La gamma odierna comprende calzature, abbigliamento e accessori per i seguenti sport: taekwondo, atletica leggera, calcio, corsa, tennis, pallacanestro, golf, hockey su prato, cricket, lacrosse, rugby, ginnastica, skateboard, karate, judo, automobilismo, scherma e sollevamento pesi.
Recentemente a questi prodotti si è affiancata anche l'offerta di accessori sportivi e altri prodotti come profumi, occhiali sportivi, orologi.
Alcuni dei più famosi e pagati calciatori del mondo al momento hanno contratti e sponsorizzano il marchio Adidas: Messi, Di María, Lamine Yamal, James Rodríguez, Manuel Neuer, Benzema, Paulo Dybala, Gianluigi Donnarumma fra gli altri.
In altri sport come il rugby è sponsor tecnico degli All Blacks e delle cinque franchigie regionali che partecipano al Super Rugby. Nel basket, Adidas ha prodotto le divise ufficiali dell'NBA dalla stagione  2006-2007 alla stagione 2016-2017. Nella stessa Lega, è sponsor tecnico di giocatori quali Anthony Edwards e James Harden.

## Controversie
Adidas è stata criticata per aver sfruttato lavoratori in diversi paesi, in particolare in Indonesia.
Tra il 2006 e il 2007 Adidas ha smesso di collaborare con molti dei suoi fornitori che sostenevano i sindacati a favore di subappaltatori con peggiori diritti dei lavoratori. Subappaltando il lavoro a diversi fornitori, è più difficile per Adidas garantire l'applicazione degli standard di lavoro aziendali.
Nello stabilimento Panarub di Giava, 33 lavoratori sono stati licenziati dopo aver scioperato per una migliore retribuzione nel 2005.
PT Kizone è un'altra fabbrica indonesiana con cui Adidas collaborava ed è stata criticata per il trattamento riservato ai lavoratori, fino alla chiusura nel gennaio 2011. Ai 2.686 lavoratori che sono stati licenziati spettavano 3 milioni di dollari in indennità di licenziamento e benefici. Nike ha contribuito con 1,5 milioni di dollari ma Adidas non ha garantito alcun benefit.
Nell'aprile 2014, uno dei più grandi scioperi nella Cina continentale ha avuto luogo presso la fabbrica di scarpe Yue Yuen Industrial Holdings Dongguan, che produce tra l'altro per Adidas.
Nel 2022, i ricercatori dell'Università di scienze applicate di Nordhausen hanno identificato il cotone dello Xinjiang nelle magliette Adidas.